# 清朝君主列表
清朝君主是指清朝的皇帝，歷史上由满族所建立。廣義上亦包括後金時期的汗。

## 產生方式
後金及清朝初期由諸王貝勒組成的議政王大臣會議推選確立即汗位帝位的人選；聖祖仁皇帝玄燁則曾立胤礽為皇太子，但經歷九子奪嫡後最終與其父世祖章皇帝福臨一樣以遺詔傳位。世宗憲皇帝胤禛發明了秘密建儲制，將寫有繼位人選的遺詔放入乾清宮正大光明匾額後的密匣之内。高宗純皇帝弘曆因曾宣告不敢超過聖祖仁皇帝玄燁在位六十年的記錄，故生前就禪位於仁宗睿皇帝顒琰，无须遗诏。後由於文宗顯皇帝奕詝僅有一子倖存、穆宗毅皇帝載淳及以後的皇帝均無子，秘密建儲制最終名存實亡。
除作为传统的中国中原王朝外，清朝亦結合了内亚民族的特性，其身份存在多样性（可类比唐朝的天可汗制度）。清朝君主最高身份是皇帝（转写：hūwangdi），同时还被旗人视为主子（转写：ejen）、被蒙古人称为博格达汗，还被信奉藏傳佛教的蒙藏贵族视为轉輪聖王兼文殊皇帝（与此前的明朝皇帝类似）。与此同时，“中国可汗”（羅馬化：Khāqān-i Chīn）这个指代中国的統治者皇帝、并作为权力象征的称谓出现在中世纪包括《列王紀》在内的突厥-波斯文化文学作品中，这些作品曾在新疆、中亚等地广泛流通。在清朝征服新疆后，当地以维吾尔族为主的突厥穆斯林臣民将清朝统治者与这个名称联系在一起，通常将清朝皇帝称为中国可汗。

## 列表
在11位生前合法在位的大清皇帝中，聖祖仁皇帝玄燁在位達61年，是中國歷史上在位時間最長的皇帝；但高宗純皇帝弘曆禪位後仍以太上皇身分「訓政」，為實際掌權時間最長的皇帝，直至嘉慶四年（1799年）駕崩，享年89歲，為中國史上最長壽的皇帝。宣統皇帝溥儀則是當中在位時間最短的皇帝，僅在位3年。
列表中在位時間均以登極大典起計算，努爾哈赤與皇太極二人則以登汗位之日起計算。
| 名諱（左为汉文，右为满文） | 名諱（左为汉文，右为满文） | 肖像                                                                                            | 年號      | 廟號 | 諡號                                                                | 在世時間                                     | 在位時間                                                                                        | 陵寢   | 參考來源                    |
| -------------------------- | -------------------------- | ----------------------------------------------------------------------------------------------- | --------- | ---- | ------------------------------------------------------------------- | -------------------------------------------- | ----------------------------------------------------------------------------------------------- | ------ | --------------------------- |
| 孟特穆                     | ᠮᡝᡢᡨᡝ᠋ᠮᡠ                    |                                                                                                 | —         | 肇祖 | 原皇帝 （顺治帝福临追庙谥）                                         | 1370年－1433年                               | —                                                                                               | 永陵   | [ 17 ]                      |
| 福滿                       | ᡶᡠᠮᠠᠨ                      | —                                                                                               | —         | 興祖 | 直皇帝 （顺治帝福临追庙谥）                                         | ？－？                                       | —                                                                                               | 永陵   | [ 17 ]                      |
| 覺昌安                     | ᡤᡳᠣᠴᠠᠩᡤᠠ                   | —                                                                                               | —         | 景祖 | 翼皇帝 （顺治帝福临追庙谥）                                         | 1526年－1583年                               | —                                                                                               | 永陵   | [ 17 ]                      |
| 塔克世                     | ᡨᠠᡴᠰᡳ                      | —                                                                                               | —         | 顯祖 | 宣皇帝 （顺治帝福临追庙谥）                                         | 1543年－1583年                               | —                                                                                               | 永陵   | [ 17 ]                      |
| 努爾哈赤                   | ᠨᡠᡵᡤᠠᠴᡳ                    |                                                                                                 | 天命      | 太祖 | 承天廣運聖德神功肇紀立極仁孝武皇帝 （皇太極追庙谥）                 | 1559年5月14日－ 1626年9月30日 （67岁139天）  | 1616年2月17日－ 1626年9月30日 （10年225天）                                                     | 福陵   | [ 18 ] [ 19 ] [ 20 ] [ 21 ] |
| 努爾哈赤                   | ᠨᡠᡵᡤᠠᠴᡳ                    | 承天廣運聖德神功肇紀立極仁孝睿武端毅欽安弘文定業高皇帝 （康熙帝玄烨改谥“高皇帝”，康雍三朝累谥） | 天命      | 太祖 |                                                                     | 1559年5月14日－ 1626年9月30日 （67岁139天）  | 1616年2月17日－ 1626年9月30日 （10年225天）                                                     | 福陵   | [ 18 ] [ 19 ] [ 20 ] [ 21 ] |
| 皇太極                     | ᡥᠣᠩ ᡨᠠᡳᠵᡳ                  |                                                                                                 | 天聰 崇德 | 太宗 | 應天興國弘德彰武寬溫仁聖睿孝敬敏昭定隆道顯功文皇帝                  | 1592年11月28日－ 1643年9月21日 （50岁297天） | 1626年10月20日－ 1643年9月21日 （16年336天）                                                    | 昭陵   | [ 20 ] [ 22 ] [ 23 ] [ 24 ] |
| 多爾袞                     | ᡩᠣᡵᡤᠣᠨ                     |                                                                                                 | —         | 成宗 | 懋德修道廣業定功安民立政誠敬義皇帝 （顺治帝福临尊上庙谥，后被剥夺） | 1612年11月17日－ 1650年12月31日 （38岁44天） | —                                                                                               | —      | [ 25 ] [ 26 ] [ 27 ]        |
| 多爾袞                     | ᡩᠣᡵᡤᠣᠨ                     | 睿忠親王 （乾隆帝弘历追谥）                                                                     | —         | 成宗 |                                                                     | 1612年11月17日－ 1650年12月31日 （38岁44天） | —                                                                                               | —      | [ 25 ] [ 26 ] [ 27 ]        |
| 福臨                       | ᡶᡠᠯᡳᠨ                      |                                                                                                 | 順治      | 世祖 | 體天隆運定統建極英睿欽文顯武大德弘功至仁純孝章皇帝（康雍三朝累谥）  | 1638年3月15日－ 1661年2月5日 （22岁327天）   | 1643年10月8日－ 1661年2月5日 （17年120天）                                                      | 孝陵   | [ 20 ] [ 28 ] [ 29 ] [ 30 ] |
| 玄燁                       | ᡥᡳᠣᠸᠠᠨ ᠶᡝᡳ                 |                                                                                                 | 康熙      | 聖祖 | 合天弘運文武睿哲恭儉寬裕孝敬誠信中和功德大成仁皇帝（雍两朝累谥）    | 1654年5月4日－ 1722年12月20日 （68岁230天）  | 1661年2月7日－ 1722年12月20日 （61年316天）                                                     | 景陵   | [ 31 ] [ 32 ] [ 33 ]        |
| 胤禛                       | ᡳᠨ ᠵᡝᠨ                     |                                                                                                 | 雍正      | 世宗 | 敬天昌運建中表正文武英明寬仁信毅睿聖大孝至誠憲皇帝                  | 1678年12月13日－ 1735年10月8日 （56岁299天） | 1722年12月27日－ 1735年10月8日 （12年285天）                                                    | 泰陵   | [ 34 ] [ 35 ] [ 36 ] [ 37 ] |
| 弘曆                       | ᡥᡠᠩ ᠯᡳᡳ                    |                                                                                                 | 乾隆      | 高宗 | 法天隆運至誠先覺體元立極敷文奮武欽明孝慈神聖純皇帝                  | 1711年9月25日－ 1799年2月7日 （87岁135天）   | 1735年10月18日－ 1796年2月8日 （60年113天）                                                     | 裕陵   | [ 38 ] [ 39 ] [ 40 ]        |
| 顒琰                       | ᠶᠣᠩ ᠶᠠᠨ                    |                                                                                                 | 嘉慶      | 仁宗 | 受天興運敷化綏猷崇文經武光裕孝恭勤儉端敏英哲睿皇帝                  | 1760年11月13日－ 1820年9月2日 （59岁294天）  | 1796年2月9日－ 1820年9月2日 （24年206天）                                                       | 昌陵   | [ 6 ] [ 41 ] [ 42 ]         |
| 旻寧                       | ᠮᡳᠨ ᠨᡳᠩ                    |                                                                                                 | 道光      | 宣宗 | 效天符運立中體正至文聖武智勇仁慈儉勤孝敏寬定成皇帝                  | 1782年9月16日－ 1850年2月25日 （67岁162天）  | 1820年10月3日－ 1850年2月25日 （29年145天）                                                     | 慕陵   | [ 43 ] [ 44 ] [ 45 ]        |
| 奕詝                       | ᡳ ᠵᡠ                       |                                                                                                 | 咸豐      | 文宗 | 協天翊運執中垂謨懋德振武聖孝淵恭端仁寬敏莊儉顯皇帝                  | 1831年7月17日－ 1861年8月22日 （30岁36天）   | 1850年3月9日－ 1861年8月22日 （11年166天）                                                      | 定陵   | [ 46 ] [ 47 ] [ 48 ] [ 49 ] |
| 載淳                       | ᡯᠠᡳ ᡧᡠᠨ                    |                                                                                                 | 同治      | 穆宗 | 繼天開運受中居正保大定功聖智誠孝信敏恭寬明肅毅皇帝                  | 1856年4月27日－ 1875年1月12日 （18岁260天）  | 1861年11月11日－ 1875年1月12日 （13年62天）                                                     | 惠陵   | [ 50 ] [ 51 ] [ 52 ]        |
| 載湉                       | ᡯᠠᡳ ᡨᡳᠶᠠᠨ                  |                                                                                                 | 光緒      | 德宗 | 同天崇運大中至正經文緯武仁孝睿智端儉寬勤景皇帝                      | 1871年8月14日－ 1908年11月14日 （37岁92天）  | 1875年2月25日－ 1908年11月14日 （33年263天）                                                    | 崇陵   | [ 53 ] [ 54 ]               |
| 溥儀                       | ᡦᡠ ᡳ                       |                                                                                                 | 宣統      | —    | —                                                                   | 1906年2月7日－ 1967年10月17日 （61岁252天）  | 1908年12月2日－ 1912年2月12日 (3年72天）遜清皇室小朝廷 1912年2月12日－1924年11月5日(12年267天） | 溥儀墓 | [ 55 ] [ 56 ] [ 57 ]        |